# شبکه جامع ملی سرطان
شبکه جامع ملی سرطان (انگلیسی: National Comprehensive Cancer Network) اتحادی از ۳۳ مرکز سرطان در ایالات متحده آمریکا است که اکثر آنها توسط مؤسسه ملی سرطان (یکی از موسسات ملی بهداشت ایالات متحده) به عنوان مراکز جامع سرطان تعیین شده‌اند. شبکه جامع ملی سرطان یک سازمان غیرانتفاعی با دفاتری در پلیموت میتینگ، پنسیلوانیا است. جان دبلیو سویتنهام، از مرکز جامع سرطان ساوث‌وسترن سیمونز دانشگاه تگزاس، رئیس هیئت مدیره شبکه جامع ملی سرطان است. این سازمان، مجله معتبر پزشکی ژورنال شبکه جامع ملی سرطان را منتشر می‌کند که مقالاتش پیش از انتشار، تحت داوری همتا قرار می‌گیرد.
برخی از اعضای شبکه جامع ملی سرطان عبارتند از :
- مرکز سرطان آلوین جی سایتمن در بیمارستان بارنز-جوییش
- مرکز جامع سرطان مایو کلینیک
- مرکز سرطان مموریال اسلون–کترینگ
- مرکز سرطان و مؤسسه تحقیقاتی اچ. لی مافیت
- بیمارستان تحقیقاتی اطفال سنت جود
- مرکز جامع سرطان سیدنی کیمل در مدرسه پزشکی جانز هاپکینز
- مرکز سرطان ام.دی. اندرسون دانشگاه تگزاس
- مرکز پزشکی دانشگاه تگزاس ساوت‌وسترن
- مرکز سرطان ییل
- مرکز جامع سرطان جانسون یوسی‌اِل‌اِی
- مرکز سرطان مورس دانشگاه کالیفرنیا، سن دیگو
- مرکز جامع سرطان یوسی دیویس
- مؤسسه سرطان دینا–فاربر/بیمارستان بریگهام و زنان - بیمارستان عمومی ماساچوست